# Henry D. Clayton House
Das Henry D. Clayton House ist ein historisches Haus, in dem der spätere Richter und Politiker Henry De Lamar Clayton, Jr. geboren wurde und aufwuchs. Clayton ist der Autor des Clayton Antitrust Act, mit dem bestimmte Wirtschaftspraktiken untersagt wurden, die nicht einem fairen Wettbewerb entsprachen. Clayton wurde 1914 zum Bezirksbundesrichter ernannt und trat für eine Reform des Justizwesens ein. Das Haus steht etwa 1,6 km südlich von Clayton an der Alabama State Route 30 in Barbour County im US-Bundesstaat Alabama.
Das Fundament wurde aus Backstein gefertigt, die Mauergestaltung ist in Stuck gehalten. Weiterhin ist das Haus mit Holz geformt.
Die Zeitperioden der Bedeutsamkeit des Hauses erstrecken sich von 1900–1924; 1875–1899; 1925–1949 (Einzeljahre: 1896, 1929). Das Henry D. Clayton House ist der Öffentlichkeit zugänglich.
Es wurde am 8. Dezember 1976 vom National Register of Historic Places mit der Nummer 76002259 in die Denkmalliste aufgenommen und als National Historic Landmark anerkannt.